# Dwór w Witoszowie Górnym
Dwór w Witoszowie Górnym – zabytkowy dwór wybudowany w XVI w. w Witoszowie Górnym.

## Położenie
Dwór położony jest w Witoszowie Górnym – wsi w Polsce, w województwie dolnośląskim, w powiecie świdnickim, w gminie Świdnica.

## Opis
Renesansowy dwór wybudowany w XVI w., przebudowany w XVIII w. na planie prostokąta. Trzykondygnacyjny zwieńczony dachem łamanym z powiekami. 